# 斯文·康斯坦丁·弗尔佩尔
斯文·康斯坦丁·弗尔佩尔（Sven Constantin Voelpel，1973年10月13日—）是德国不来梅雅各布大学的一位教授。主讲企业经济学，是WISE人口统计学网的创始人和负责人。

## 生平
弗尔佩尔的学术职业生涯始于2002年，届时他被授予瑞士圣加仑大学经济学博士学位。2002到2008年期间先后以博士后身份在哈佛大学，牛津大学，哈佛商学院工作和学习。自2003年他任职荷兰国际商学院的企业经济学教授并于2009年被授予瑞士圣加仑大学和德国威斯巴登的欧洲商学院两所院校的终身客座教授。其主要科研领域为战略,领导和创新。弗尔佩尔曾于2004年以客座教授身份在上海交通大学中欧国际工商学院, 以及北京清华大学进行学术交流。
自2004年弗尔佩尔教授任德国不来梅雅各布大学工商管理专业教授，并成为不来梅社会学国际学院，以及由德国科学基金会资助的雅各布研究生项目的创始人。
在2007年，弗尔佩尔在不来梅创立了WISE人口统计学网。WISE（智慧-革新-战略-能量）人口统计学网致力于为其成员公司提供科学详尽的人口统计学解决方案。

## 研究领域
弗尔佩尔致力于领导,团队效率,知识和变化管理,人口变迁和多样性管理等方面的研究。弗尔佩尔于2009及2012年被德国Handelsblatt商报评选为40岁以下的100位顶尖科研工作者之一(其Google学术搜索h指数为27)。
作为WISE人口统计学网的创始人及负责人至今，弗尔佩尔在人口统计学领域的科学研究积极推动了其德国会员公司数百万的雇员工作环境，包括戴姆勒,德意志银行,德国铁路在内等著名公司均为WISE人口统计学网的成员。在2013年，WISE人口统计学网首创的竞标项目“两代人间的竞争力和资历项目”，被德国联邦教育及研究部采用，致力于在社会范围内寻找劳动市场内人口老龄化，隔代雇员交流等企业人口统计学方向的创新解决方案。